# 奥列格·格里戈里耶维奇·米佳耶夫
奥列格·格里戈里耶维奇·米佳耶夫（俄語：Олег Григорьевич Митяев，羅馬化：Oleg Grigor'yevich Mityayev，1956年2月19日—），蘇聯和俄羅斯創作歌手、音樂家、演員。
出生於車里雅賓斯克，父親是車里雅賓斯克軋管廠的工人家庭，母親是家庭主婦。他是家裡的次子。
1975年畢業於車里雅賓斯克裝配學院工業企業電氣設備安裝專業。1975年至1977年在蘇聯海軍服役。1977年進入車里雅賓斯克體育學院（今烏拉爾國立體育大學），1981年以優異的成績畢業，獲得游泳教練學位。
1978年，他還在上學的時候就開始寫歌，他的代表作《多麽美妙》就是這一年寫下的。
2009年，俄羅斯總統德米特里·梅德韦杰夫授予他俄羅斯聯邦人民藝術家的稱號。